# Quintus Pompeius Falco
Quintus Pompeius Falco est un sénateur et général romain, consul suffect en 108. Gendre de Quintus Sosius Senecio et homme de confiance de Trajan, il est notamment gouverneur de Judée puis de Mésie inférieure à des moments stratégiques. Sous le règne d'Hadrien, il est gouverneur de Bretagne et enfin proconsul d'Asie.

## Biographie
Il devient probablement sénateur sous Nerva, entre 96 et 98.

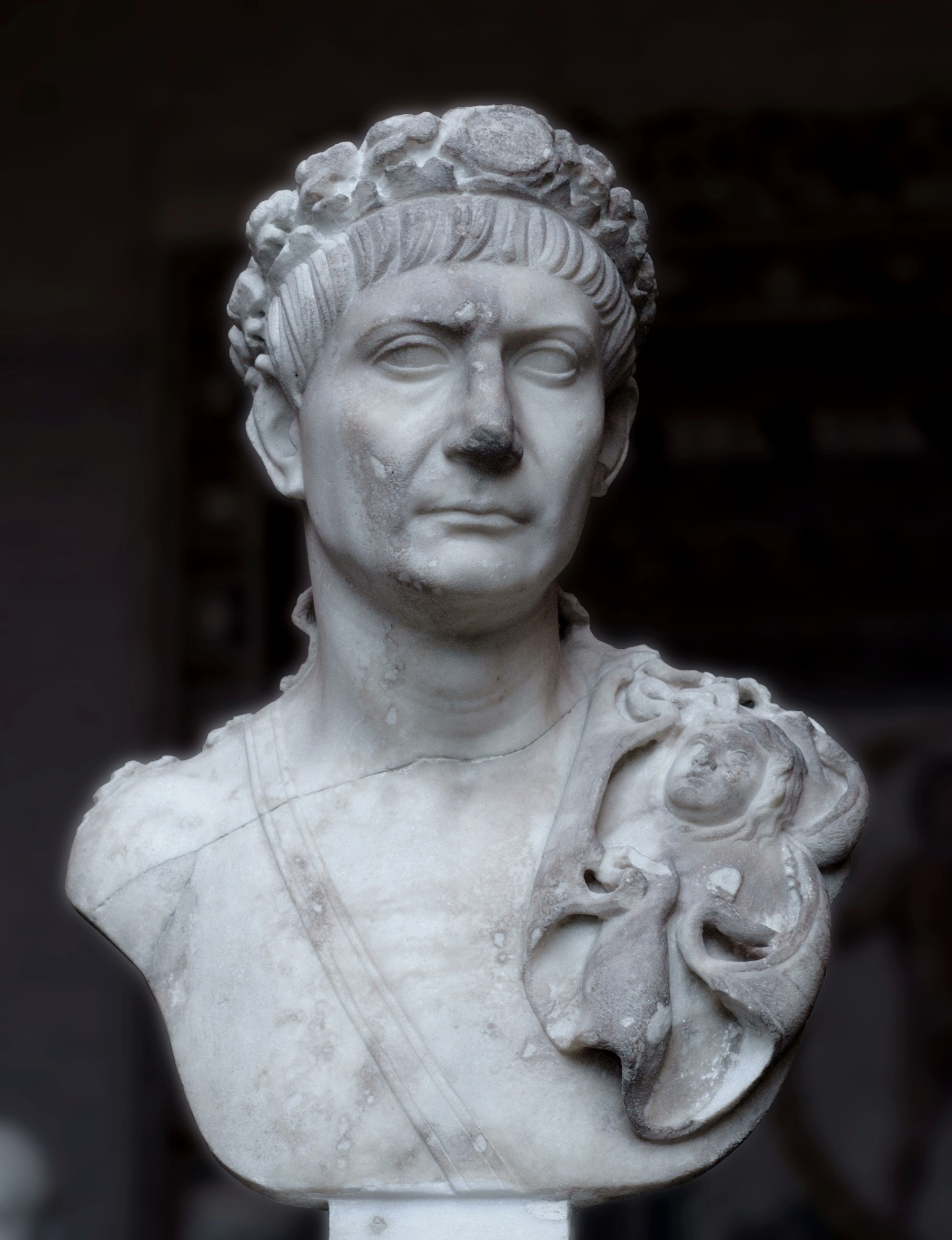
L'empereur Trajan (98 à 117).

### Carrière sous Trajan
Lorsqu'il est tribun de la plèbe, il demande conseil à Pline le Jeune pour savoir s'il doit ou non plaider tant qu'il est en fonction.
Pendant la première campagne en Dacie de Trajan en 101-102, il est légat de la legio V Macedonica, sous les ordres de Manius Laberius Maximus, et reçoit des décorations militaires.
Vers cette époque, il devient le gendre de Quintus Sosius Senecio, un des plus proches conseillers de Trajan, et est dorénavant un des hommes de confiance de l'empereur.
Il est gouverneur impérial (legatus augusti pro praetore) de Lycie et Pamphylie puis en Judée entre 105 et 107 à la tête de la legio X Fretensis,, faisant suite à Caius Iulius Quadratus Bassus. Il est placé à ce poste au moment où est décidé l'annexion du royaume nabatéen de Pétra, effectuée par Aulus Cornelius Palma Frontonianus, gouverneur de Syrie.

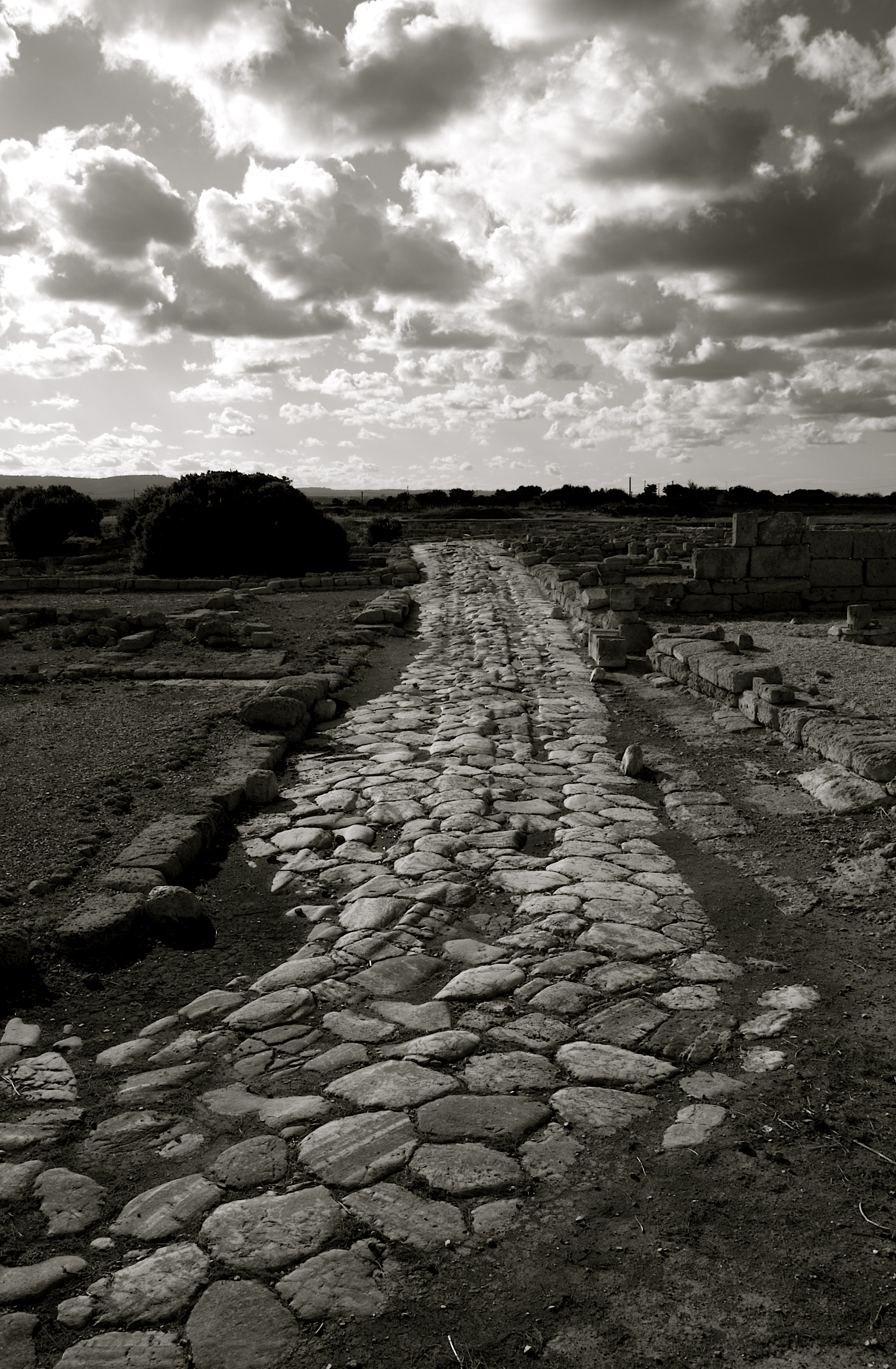
Restes de la via Traiana à Egnazia, près de Brundisium.

Il devient consul suffect en 108. S'ensuit immédiatement à son consulat une curatèle des routes (curator viæ Traianæ). Il est très probable qu'il s'agisse là d'une mission exceptionnelle : la supervision d'importants travaux, la via Traiana, dont la construction s'étend de fin 108 à 114. Elle double la via Appia, entre Beneventum et Brundisium sur la côte adriatique, en passant par Canusium, Barium et Egnathia,. Cette voie permet de relier plus rapidement Rome au port de Brundisium, lieu de départ pour la Grèce et l'Orient, et cela à la veille des guerres parthiques.

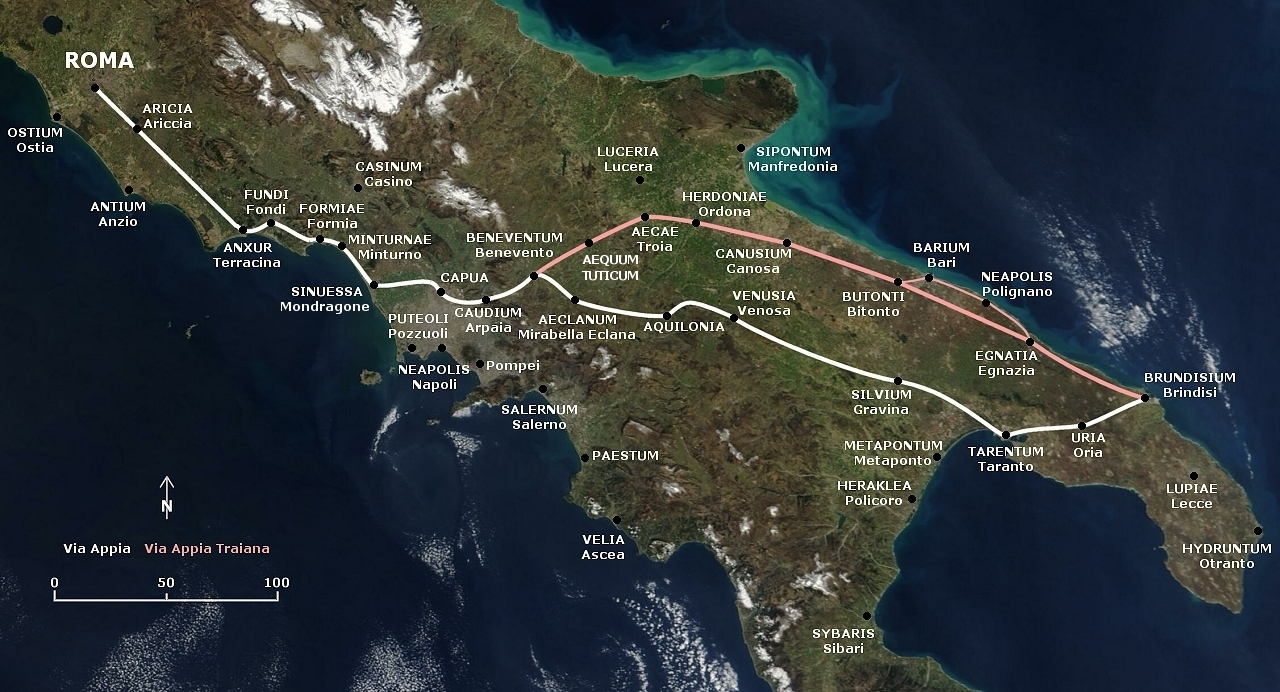
Tracé de la via Traiana en rouge.

Il est ensuite gouverneur impérial (legatus augusti pro praetore) de Mésie inférieure entre 116 et 117, poste militaire de très haute importance au moment où l'empereur est engagé en Orient contre les Parthes,. Il y est présent quand, dans la nouvelle province romaine de Dacie, un soulèvement est provoqué par les attaques répétées des Sarmates Roxolans et Iazyges ainsi que des Daces libres. Caius Iulius Quadratus Bassus y est envoyé à l'été 117 pour faire face au péril,,.

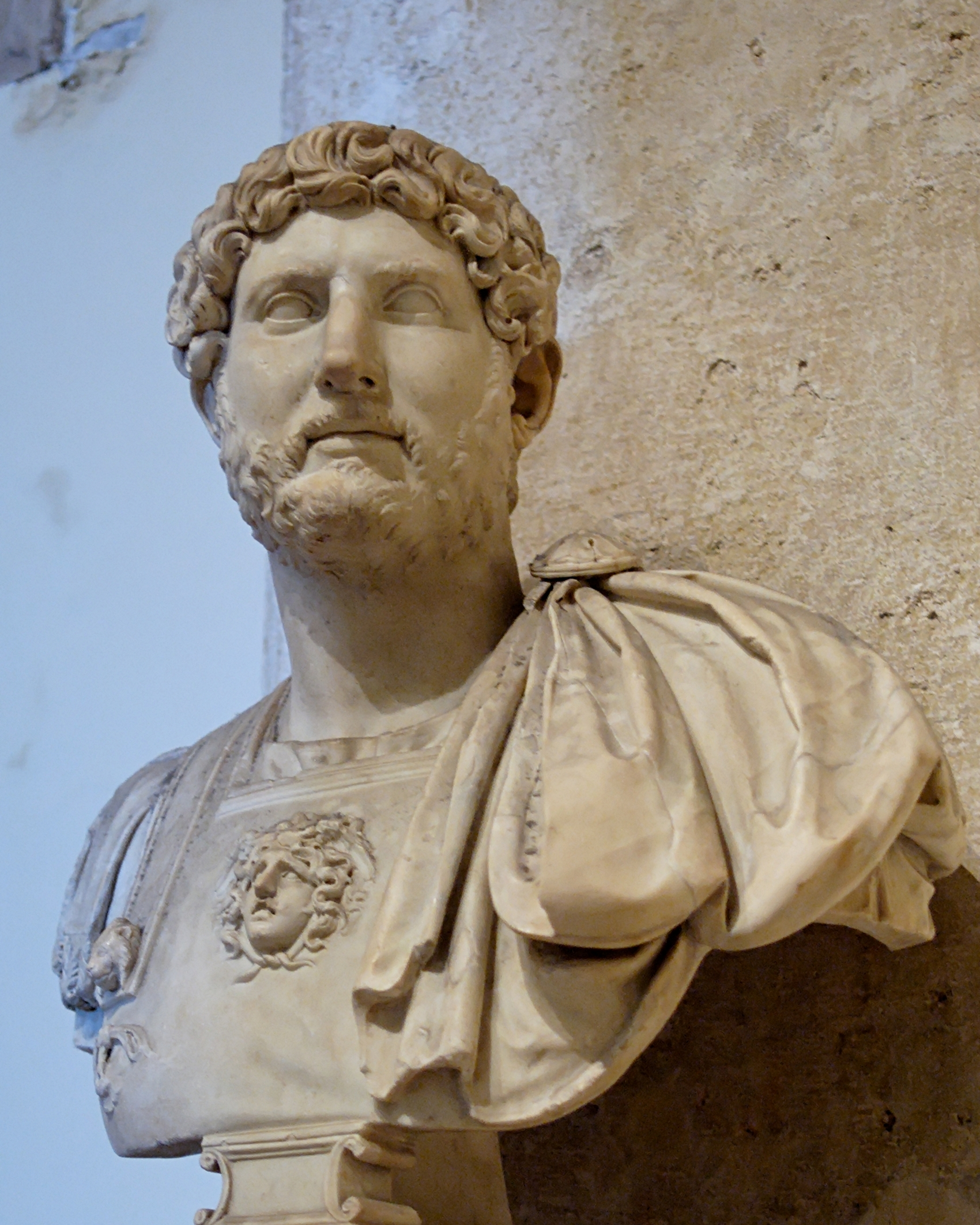
L'empereur Hadrien (117 à 138).

### Carrière sous Hadrien
Hadrien rappelle Falco dès le début de son règne, à la fin de l'année 117, peut-être pour écarter un consulaire proche de son prédécesseur d'un poste hautement stratégique et y placer ses propres hommes de confiance, comme il le fera aussi en Pannonie.
Il l'envoie alors en Bretagne comme gouverneur en 118,, alors qu'il y a d'importants troubles sur place. Il y succède à Marcus Atilius Metilius Bradua, en poste depuis de plusieurs années.

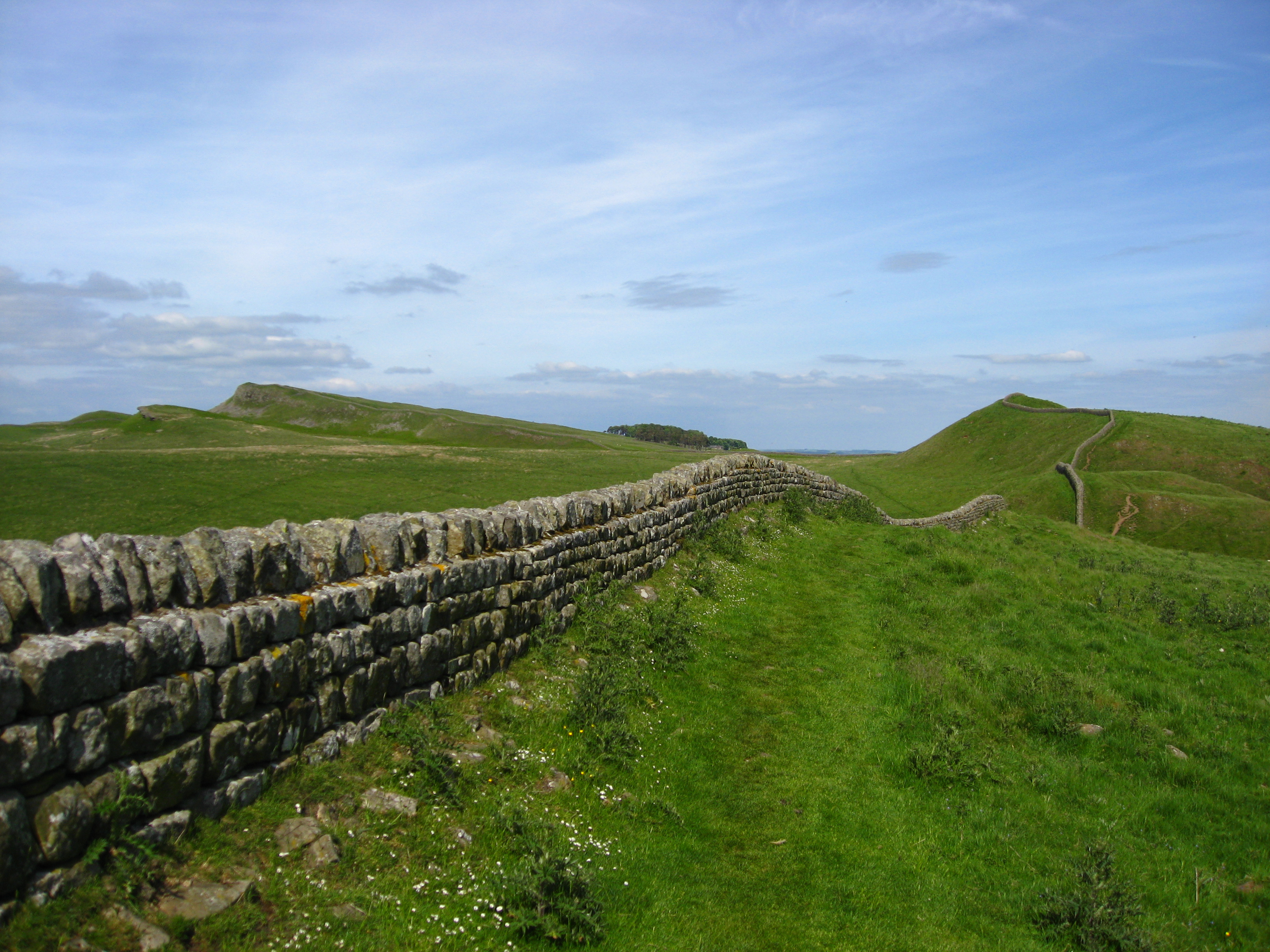
Des restes du mur d'Hadrien.

La première année en Bretagne, il mate une rébellion des Brigantes et Selgovae, des tribus brittonique du nord de la Bretagne et du sud de la Calédonie, qui peut avoir résulté d'une invasion étrangère. Une inscription à Jarrow et des pièces commémoratives émises en 119 attestent de son succès. Il est l'hôte d'une visite de l'empereur Hadrien dans la province la dernière année de son gouvernement, en 122. L'empereur décrète de nombreuses réformes et ordonne la construction du mur d'Hadrien. Il est remplacé par Aulus Platorius Nepos en juillet 122.
Enfin, il est proconsul d'Asie,, a priori autour de 129, mais il le devient peut-être peu de temps après son retour de Bretagne, vers 123/124.
Il serait encore en vie sous Antonin le Pieux, en automne 140 : l'empereur et Marc Aurèle lui rendent visite, peut-être pour le consulter sur la possibilité d'étendre la domination romaine sur l'île de Bretagne.

## Famille et relations
Son nom complet est « Quintus Roscius Coelius Murena Silius Decianus Vibullius Pius Iulius Eurycles Herculanus Pompeius Falco ».
Sa famille provient de Sicile,. Son père est un Sextus, peut-être Sextus Pompeius Collega, consul éponyme en 93. Il semble qu'il soit adopté par Marcus Roscius Coelius, durant l'époque trajane, qui est aussi un sénateur sicilien. En tout cas, il est lié à la famille des Roscii Coelii comme son nom l'atteste. Il a aussi un lien avec les descendants de Silius Italicus, les Catii Silii, que l'on retrouve dans son nom avec Silius Decianus.
Les surnoms Vibullius Pius Iulius Eurycles Herculanus montrent qu'il est apparenté à la famille royale spartiate des Euryclès de Laconie, qui parvient sous Trajan aux grandes dignités de l'Empire,.
Il épouse Sosia Polla, fille de Quintus Sosius Senecio (consul en 99 et 107, proche conseiller de Trajan et figure publique de l’époque trajanne) et petite-fille de Sextus Iulius Frontinus (célèbre écrivain militaire et curateur des eaux, mais aussi trois fois consuls et général),,. Sosia Polla décède pendant le proconsulat de son mari, vers 129 ou vers 123/124.
De ce mariage, naît Quintus Pompeius Sosius Priscus, consul en 149,.

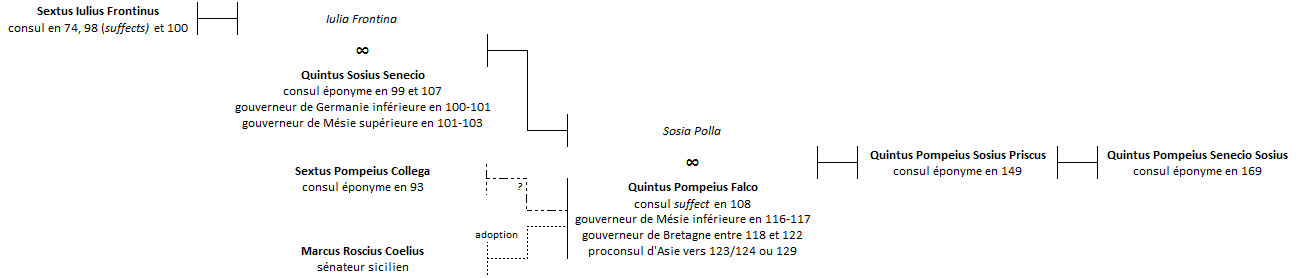
Famille des Pompeius Sosius sous les Antonins. Arbre non exhaustif.

Par ailleurs, il est un ami et correspondant de Pline le Jeune,